# Llanfair Dyffryn Clwyd
Pour les articles homonymes, voir Llanfair.
Llanfair Dyffryn Clwyd est un village et une communauté du Denbighshire, au pays de Galles.
Il est situé dans l'est du comté, à 2 km au sud de la ville de Ruthin.

## Démographie
Au recensement de 2011, la communauté de Llanfair Dyffryn Clwyd comptait 1 053 habitants.